# Лаура Лайън
Лаура Лайън (на английски: Laura Lion), е артистичен псевдоним на чешката порнографска актриса Ленка Прашилова, родена на 24 март 1983 г.
Започва да се снима в порно индустрията през 2002 г. и е работила в европейски и американски студия. До октомври 2006 тя е участвала в 85 филма.